# 시냅스 전막
시냅스 전막(presynaptic membrane)은 화학적 시냅스에서 신경전달물질을 방출하는 뉴런의 말단 부분에 위치한 세포막이다. 시냅스전막은 신경전달물질을 신속하게 방출하기 위해 특수한 세포외배출(exocytosis) 기구를 갖추고 있으며, 이 과정에서 중요한 역할을 하는 시냅스소포(synaptic vesicle)들이 저장 및 조절된다. 신경전달물질 방출이 이루어지는 부위는 활성대(active zone)라 불리며, 이 부위에서는 시냅스소포가 전위 의존성 칼슘 채널과 연계되어 배열되어 있다. 활성대는 막 내 단백질들이 선형 구조를 이루며 배치되어 있어, 신호가 신속하고 정확하게 전달될 수 있도록 조정된다.
신경자극이 신경말단에 도달하면, 시냅스전막에 위치한 전위 의존성 칼슘 채널(voltage-gated calcium channels)이 활성화되어 세포 내 칼슘(Ca²⁺) 농도가 급격히 증가한다. 칼슘 농도의 급증은 시냅스소포와 시냅스전막의 융합을 유도하는 방아쇠 역할을 하며, 이는 SNARE 단백질(Syntaxin, SNAP-25, Synaptobrevin)과 시냅토태그민(Synaptotagmin) 등의 단백질 복합체를 통해 조절된다. 신경전달물질이 방출된 후, 융합된 시냅스소포의 막은 클라트린 매개 엔도사이토시스(clathrin-mediated endocytosis) 등의 과정을 통해 회수되며, 재사용을 위해 새로운 시냅스소포로 재형성된다.
최근 연구에서는 시냅스전막의 나노 도메인(nano-domain)에서 칼슘 채널과 시냅스소포가 고도로 정렬된 구조를 이루고 있으며, 이를 통해 신경전달물질 방출의 정밀한 조절이 이루어진다는 사실이 밝혀지고 있다. 또한, 시냅스전막에서 초고속 세포외배출(ultrafast exocytosis)과 엔도사이토시스가 매우 짧은 시간(밀리초 단위) 내에 이루어지는 메커니즘이 존재한다는 점도 확인되고 있다.
1. ↑  “Syntaxin”.
2. ↑  “Synaptotagmin”.
3. ↑  “시냅스전막”.
4. ↑  김규태 (2022년 6월 10일). “시냅스 신경과학 최근 연구동향”. 《시냅스 신경과학 최근 연구동향》 (BRIC).